# Oregonite
La oregonite è un minerale.